# 関藤藤陰
関藤 藤陰（せきとう とういん、文化4年2月24日（1807年4月1日） - 明治9年（1876年）12月29日）は、江戸時代末期（幕末）の儒学者。幼名は元五郎、諱は成章、字は君達。養家の石川姓を名乗っていたため、通称と合わせて石川 和助（いしかわ わすけ、和介とも）と呼ばれる。江戸幕府老中・福山藩主阿部正弘の側用人（君側御用係）として幕政に関与し、明治維新の際には執政として藩を新政府支持でまとめた。

## 生涯

### 頼山陽の門人
文化4年（1807年）、備中国小田郡吉浜（現在の岡山県笠岡市）の医師・神官の関藤政信の四男に生まれる。温厚で純朴な人柄であったという。
生まれてすぐに両親が死去し、6歳の頃、父の医師仲間であった同国の石川順介の養子となる。養父はその才能を高く評価して、別家に養子に出ていた藤陰の兄と相談の上、同国の小寺清先の元で学問を学ばせる。文政11年（1828年）、清先が死去すると、儒学者の頼山陽の山陽塾に入る。山陽の元での生活はわずか4年ではあったが、山陽は師弟の枠を越えた友人として遇するようになった。天保3年（1832年）、山陽は危篤に陥ると、遺言と校正途中であった『日本政記』の原稿を藤陰に託して病死する。藤陰は残りの校正作業と頼家の家産の整理を行って、『日本政記』を刊行にこぎつけた。その後、江戸に赴いて10年ほど勉学を続けた。

### 阿部正弘の側用人
天保14年（1843年）、故郷に戻っていた藤陰は隣国の福山藩の儒官となる。ところが、福山入りする直前の10月に突如、藩主・阿部正弘が老中に就任することになり、翌1844年に江戸へと呼び出され、君側御用係に任命された。以後、学問の教授や、正弘の使者・情報収集など側近として活躍した。また、この頃水戸藩主・徳川斉昭が幕府の不興を買って隠居させられていたが、正弘に斉昭の赦免を働きかけて実現させ、やがて斉昭は幕府の海防参与に起用されることになった。
嘉永6年（1853年）、アメリカ合衆国のマシュー・ペリーが浦賀に来航すると、老中首座として幕政の最高責任者となっていた正弘の命を受け、浦賀や下田にて状況を探索。藤陰は頼山陽譲りの尊王論を唱えて攘夷断行を進言するが、正弘は日米和親条約の締結を決断。徳川斉昭に条約締結の許可を求める使者をつとめた。
1854年、正弘が福山藩内に新しい藩校「誠之館」を設立した。設立に尽力するとともに、藤田東湖、佐久間象山、江川英龍など、攘夷派から開国派まで幅広い人物と交際をもって、海防や国内の諸問題について語り、朝廷と幕府との協力体制確立について論じ合った。
安政3年（1858年）から翌年にかけて、蝦夷地・千島・樺太の調査を2回にわたって行い、途中で重病になりながらも『観国録・蝦夷紀行』という報告書に纏めた。しかし、安政4年6月17日、主君・正弘が突然、病死した。さらに、安政の大獄で捕縛された頼山陽の子・頼三樹三郎を福山藩で預かることになり、助命嘆願を行うも叶わずに処刑される。

### 幕末から維新へ
福山に戻ると、主君・正弘が遺した誠之館の運営と藩主・阿部正教（正弘の甥・養子）の教育にあたる。ところが、わずか3年で正教も急死し、その跡を弟の阿部正方が継承した。藤陰は正方の君側御用係となった。
文久3年（1863年）、警備のために藩兵を率いて京都に向かうことになった主君の諮問に答えて『国論主義書』を著す。この中で、近いうちに徳川将軍家と朝廷が争う事態になる可能性を指摘した上で、阿部家は徳川家を朝廷へ恭順に導くのが譜代大名としての忠義であることを説いた。やがて幕府による長州征伐が決定されると、日本国内の混乱が増すばかりであることを正方に訴えて出陣を諫めるものの、聞き入れられず出陣する。だが、藩主・正方は陣中で病に倒れ、指揮を家老・内藤角右衛門に委ね粕渕（島根県邑智郡）に留まるが、本隊は石見国益田（島根県益田市）で大村益次郎率いる長州藩と交戦して敗走する。その後、幕府軍が長州藩に敗北したため撤兵することになった。
慶応3年（1867年）、正方は無嗣のまま病死。これにより本来、阿部家はお家断絶となるはずであるが、大政奉還からわずか1か月後の混乱期に乗じて、正方の棺を寝室においたまま、未だに病気であると偽りの発表を続けた。そうこうしているうちに戊辰戦争が発生し、徳川譜代であり帰趨を鮮明にしない福山藩に対して、長州藩の軍が福山城向かって進撃。藤陰は重臣達と対応を協議し、かつて著した『国論主義書』の趣意通り、新政府軍に加わってその中で徳川家を救う方法を考えるという方針となり、福山藩家老・三浦義建と共に藩を代表して長州藩との交渉を行った。長州藩側はここで初めて福山藩が藩主不在の事実を確認して対応を協議し、新政府に参加していた広島藩主・浅野長勲の実弟・正桓を次期藩主として迎え入れることを条件に、福山藩の恭順が許されることになった。しかし、新政府に加わり徳川家を救おうとする藤陰の意図とは裏腹に、福山藩は新政府に命じられるがままであった。
明治2年（1869年）、版籍奉還に伴って致仕して隠居する。明治5年（1872年）、旧藩主・正桓の要請によって、阿部家家政差配（かつての側用人）に就任して東京に移住。正桓の相談役をつとめながら、『文章規範筆記』『阿部家傳』『詩書筆記』などを著述して晩年を過ごした。明治9年（1876年）、死去。墓は主君・阿部正弘と同じ谷中墓地内にある。
昭和3年（1928年）、正五位を追贈された。